# Société immobilière de service public
 (décembre 2019).
Si vous disposez d'ouvrages ou d'articles de référence ou si vous connaissez des sites web de qualité traitant du thème abordé ici, merci de compléter l'article en donnant les références utiles à sa vérifiabilité et en les liant à la section « Notes et références ».
Une SISP désigne une Société Immobilière de Service Public en Région de Bruxelles-Capitale, coordonnée par la Société du Logement de la Région de Bruxelles-Capitale. 
Il existe 16 sociétés immobilières de service public (SISP) réparties sur les 19 communes de la Région de Bruxelles-Capitale. En tant que propriétaires des logements sociaux, les SISP sont responsables pour la location et la rénovation de leur patrimoine.  
Les SISP sont réparties en sociétés anonymes (Foyer Anderlechtois, LOG'IRIS), sociétés coopératives à responsabilité limitée (En Bord de Soignes, Le Logement Bruxellois, Le Foyer Laekenois, Binhôme, LOJEGA, Le Logement Molenbeekois, Foyer du Sud, Les Habitations Bon Marché de Saint-Josse-ten-Noode, Foyer Schaerbeekois, Habitation Moderne) et les sociétés coopératives de locataires (Logis-Floréal, Comensia, Everecity, Alliance Bruxelloise Coopérative).
Certaines de ces sociétés sont des coopératives de locataires qui sont des sociétés immobilières de service public dont il faut être membre avant de devenir locataire. Cela implique un investissement financier raisonnable en contrepartie duquel le locataire peut participer plus activement à la gestion de la société. Tous les coopérateurs ont le droit de vote à l'assemblée générale et y nomment les administrateurs qui sont majoritairement des locataires. En aucun cas cette contribution n'est exigible avant l'attribution d'un logement social.

## Conditions d'accès au logement social à Bruxelles[4]
Il existe 5 conditions nécessaires :
1. Condition de propriété[5]
2. Condition de revenus [6]
3. Condition de séjour[7]
4. Absence de contentieux[8]
5. Une seule inscription par membre du ménage[9]